# Marigje Arriens
Marigje Arriens auch Marichgen Ariaens (geboren um 1520 in Poederoyen; gestorben am 18. Dezember 1591 in Schoonhoven) galt lange als das letzte Opfer der Hexenverfolgungen in der Region Holland.

## Leben
Über das Leben von Marigje Arriens vor ihrer Gefangennahme am 4. Oktober 1591 ist wenig bekannt. Sie wurde vor dem Haus von Fop Janszoon, Stadtrat von Schoonhoven, gefangen genommen, als dort ein Aufruhr herrschte, weil sie angeblich einen Jungen verhext hatte. Aus dem Urteilsspruch geht hervor, dass sie einen Jungen berührt haben soll und gesagt haben soll, er solle gehen. Danach seien ihm die Haare auf dem Kopf geschrumpft und er hätte angefangen zu schreien. Umstehende hätten zu ihr gesagt, sie solle den Jungen segnen und nachdem sie das gemacht habe, hätte der Junge wieder normal ausgesehen. Offenbar hatte dieser Aufruhr zu ihrer Verhaftung geführt.
Sie war zum Zeitpunkt ihrer Festnahme etwa 70 Jahre alt und unverheiratet. Sie gestand, einmal für etwa sechs Monate mit Michiel de Cuiper in Nieuwpoort „in Untreue“ gelebt zu haben. Aus dem Urteil geht auch hervor, dass sie um 1583 in Vianen „unter der Windmühle“ und um 1590 in Utrecht gelebt hatte. Auch hatte sie einmal mit dem Taschenträger Ariaan Bouwenszoon zusammengelebt.
Sie wurde vor das Schöffengerichts Schoonhoven gestellt. Der Vorsitzende war Geerof Kluyt van Vorenbroek. Er leitete die Ermittlungen, berief das Gericht ein, erhob Anklage und formulierte nach Rücksprache mit Rechtsexperten die Klage gegen die Verdächtige. Das Urteil der sieben Schöffen wurde am 18. Dezember 1591 gefällt, sie wurde zum Tode durch Strangulation und zum Scheiterhaufen verurteilt. Am selben Tag wurde sie vor dem Rathaus „barmherzig erwürgt und dann zu Asche verbrannt“.
Es gibt über das Leben von Marigje Arriens als einzige schriftliche Quelle nur den Urteilsbericht. Zum größten Teil besteht dies aus ihrem Geständnis, welches sie „ohne eiserne Fesseln“ abgelegt hatte. Es ist nichts über eine „Folter“ bekannt, die sie vor ihrem Geständnis erleiden musste. Sie legte folgendes Geständnis ab:
Sie habe um 1583 unter der Windmühle in Vianen gelebt, als der Teufel sie zweimal besucht habe. Ein großer, schwarz gekleideter Mann, der sich Heijnken nannte. Später nannte sie ihn immer „den Feind“. Als er zu ihr kam, war sie verzweifelt vor Armut. Er versprach ihr Hilfe, unter der Bedingung, dass sie Gott verleugnet und seinen Befehlen folgt. Er gab ihr als Besieglung des Bundes etwas, das wie ein feines Goldstück aussah und nahm ihr ein Stück ihres Nagels von ihrem rechten Ringfinger, der seitdem blau und klar war. Er habe mehrere Male wie ein Ehemann bei ihr gelegen. Als er ging, war da statt des Goldstücks etwas, das aussah wie „Dreck wie Kindermist“ in ihrem Bett. Auch habe der Feind ihr ein Gefäß mit Salbe aus „Vireyssem“ (Mundschaum eines Sterbenden) oder „Paddenrith“ (Krötensamen) gegeben, mit der sie zahlreiche Menschen verzaubert haben soll. Er holte sie auch nachts ab, um sie zu ihren Opfern zu bringen. In den meisten Fällen handelte es sich um Menschen, die ihr etwas antun wollten oder schlecht über sie redeten und deshalb von ihr bestraft werden mussten.

## Letztes Todesurteil wegen Hexerei in Holland
Marigje Arriens galt lange als das letzte Opfer der Hexenverfolgungen in der Region Holland. Dort war die Zahl der Opfer geringer als an anderen Orten, da die Verfolgungen später begannen und relativ früh endeten. Es gab auch keine massiven „Hexenjagden“. Ihr Fall war einer der letzten Höhepunkte der Verfolgung wegen Zauberei. Er begann im Jahr 1591, doch war sie nicht die letzte Zauberin, die in Holland auf dem Scheiterhaufen verbrannt wurde. Diese Annahme geht auf einen Lesefehler zurück. Hendrik van Berkum (1700–1755), Pfarrer der Altkatholiken in Schoonhoven und Autor einer posthum veröffentlichten Beschreibung von Schoonhoven (1762), hatte das Urteil fälschlicherweise auf 1597 datiert. Obwohl Balthasar Bekker in seinem Buch De enchanted wereld (1691–1693) das richtige Jahr angab, wurde das Jahr 1597 oft von anderen übernommen. Erst durch die vollständige Veröffentlichung des Originalurteils durch den Historiker J.E. Toussaint Raven im Jahr 1972 wurde klar, dass für dieses angeblich letzte Zauberei-Urteil in Holland jahrhundertelang eine falsche Jahreszahl verwendet worden war.
In der Region Holland waren zudem auch nach 1597 weitere Todesurteile wegen Zauberei verhängt worden. In den letzten dreißig Jahren wurden viele neue Forschungen zur Zauberei durchgeführt, und als Ergebnis konnten diese Urteile nachvollzogen werden. Anna Muggen aus Gorinchem gilt derzeit als letztes Opfer eines Todesurteils wegen Zauberei in der Region Holland: Sie wurde 1608 zur Verbrennung auf dem Scheiterhaufen verurteilt.
Eine Gedenktafel für Marigje Arriens wurde 1991 in Schoonhoven, am Hexenkreis auf der Steinbrücke angebracht. Eine Nachbildung ihres Stockbeutels, bei dem es sich der Überlieferung nach um ihr Kräuterbündel handeln soll, wird zudem im Rathaus aufbewahrt. Untersuchungen haben jedoch gezeigt, dass auch diese Tradition äußerst zweifelhaft ist.